# Hungry Shark Evolution
Hungry Shark Evolution est un jeu vidéo d'action développé sur iPhone, iPad, iPod touch et Android, Windows Phone et Windows 8 par Future Games Of London et édité par Ubisoft depuis 2013 lors du rachat du studio par le groupe français.
Hungry Shark Evolution est un jeu où le joueur prend le contrôle d’un requin affamé ou d’un reptile marin dangereux qui mange les autres animaux du récif ou encore des humains.
A la fin du jeu le but est de reconstituer la statue de la liberté.

## Système de Jeu
Dans Hungry Shark Evolution, on peut contrôler son requin grâce à un pad virtuel ou un gyroscope. On peut également utiliser un boost en appuyant sur l'écran tactile qui permet d'améliorer la vitesse du requin.
Il existe un grand nombre d'ennemis différents (hélicoptère, sous marin,requin ennemi, etc.) que le joueur peut chasser afin de lui permettre d'enchaîner les bonus pour pouvoir améliorer son score. Ce qui permettra d'obtenir la ruée vers l'or pour gagner plus de pièces. Ces pièces offriront la possibilité au joueur d'améliorer son requin et d'avoir des nouveaux types de requins. Il en existe 13 différents que l'on peut améliorer dont 4 ayant des pouvoirs spéciaux qui sont débloquer à partir de 500 000 point. On les débloque en améliorant au maximum le requin d'avant ou en remplissant certaines missions (il en existe 60 toutes différentes) ou encore en ayant un score important 
Dans le jeu, on peut améliorer les capacités de son requin en utilisant des pièces, on peut augmenter sa force, vitesse et son boost. De plus, le requin gagne des niveaux au fur et à mesure du jeu jusqu'au niveau 10. On peut également débloquer des bébés requins pour améliorer les pouvoirs d'un prédateur. Certains requins nous déverrouillent des nouvelles possibilités de jeu. Par exemple, lorsque l'on débloque le 3e requin, on a accès a un requin supplémentaire. 

## Éléments à débloquer
Il y a différents éléments à débloquer dans le jeu. Ces éléments peuvent être débloqués par des gemmes ou des pièces. Ils permettent d'améliorer les capacités de son requin en lui attribuant différents objets le rendant plus puissant. Il existe d'autres objets comme des cartes qui permettent de découvrir les alentours du récif. Il existe aussi des éléments consommables en cours de partie qui permettent de soigner son requin.
Dans le récif, on peut trouver 15 trésors engloutis, ouvrir un coffre qui nous offre un butin par jour. 
Il y a plusieurs requins : récif, mako, marteau, tigre, grand requin blanc, mégalodon, big daddy, mc snappy, alan, mobby dick, léo, nessie, sharkjira, abysshark, kraken et luminite et également dinoshark qui est selon l'avis des joueurs, le requin le plus puissant.
Depuis peu, le jeu permet également de faire évoluer ses requins afin de leur donner une puissance supplémentaire ainsi qu'une nouvelle apparence